# Масло и вода
«Масло и вода» (англ. Oil and Water) — американский короткометражный драматический фильм Дэвида Уорка Гриффита.

## Сюжет
Фильм рассказывает о танцовщице, которая выходит замуж и понимает, что у неё с супругом очень мало общего...

## В ролях
| Актёр             | Роль               |
| ----------------- | ------------------ |
| Бланш Свит        |                    |
| Генри Б. Уолтхолл | идеалист           |
| Лайонел Бэрримор  | друг идеалиста     |
| Уолтер Миллер     | Джон               |
| Лиллиэн Лэнгдон   | мать двоих братьев |
| Клара Т. Брэйси   |                    |
| Гарри Кэри        |                    |
| Гертруда Бембрик  |                    |
| Кэтлин Батлер     |                    |
| Уильям Дж. Батлер |                    |